# Palmaria (Insel)

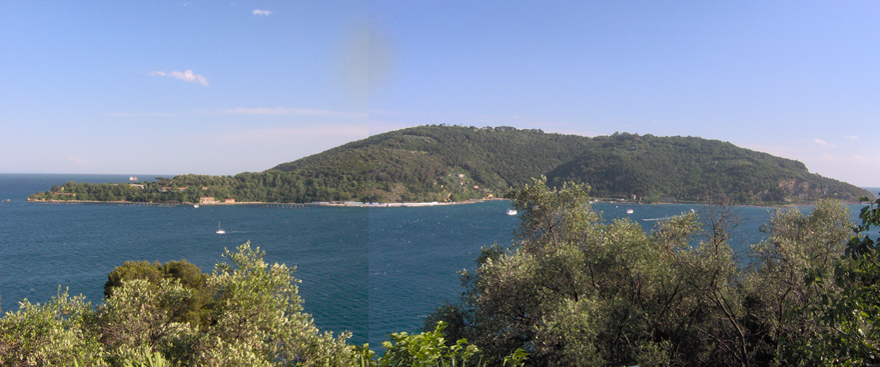
Palmaria vom Festland aus gesehen

Palmaria (im Ligurischen: A Parmæa) ist eine italienische Insel am westlichen Ende des Golfes von La Spezia. Die Insel liegt vor der ligurischen Gemeinde Porto Venere, von der sie durch eine Meeresenge (Le Bocche) getrennt wird. Palmaria bildet mit den Inseln Tino und Tinetto einen Archipel namens Arcipelago Spezzino, dessen Territorium zu der Gemeinde Porto Venere gehört.
Seit 1997 zählt Palmaria zusammen mit den beiden Inseln Tino und Tinetto sowie mit Porto Venere und den Cinque Terre zum UNESCO-Welterbe.

## Die Insel

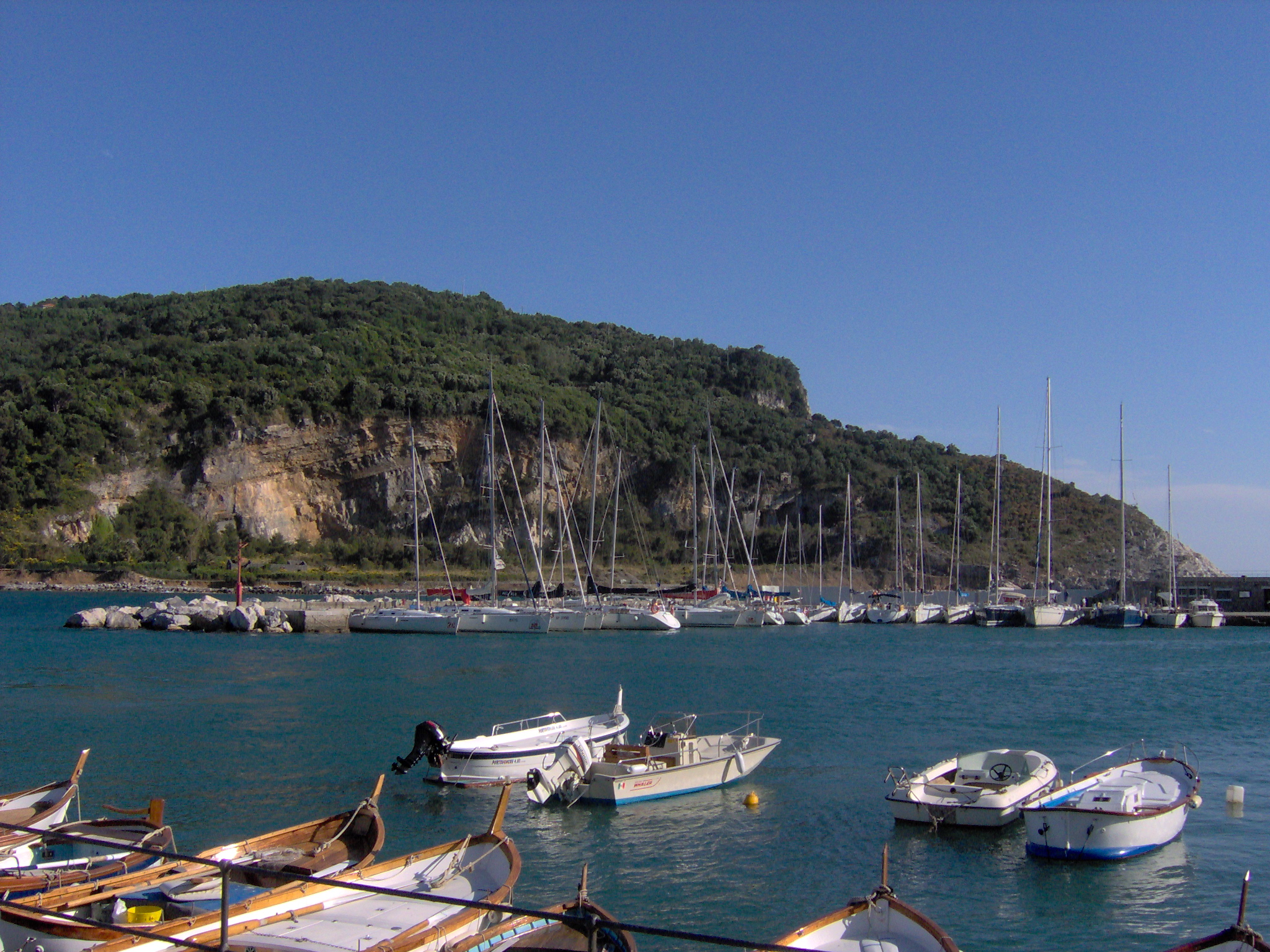
Palmaria vom Hafen von Porto Venere aus gesehen

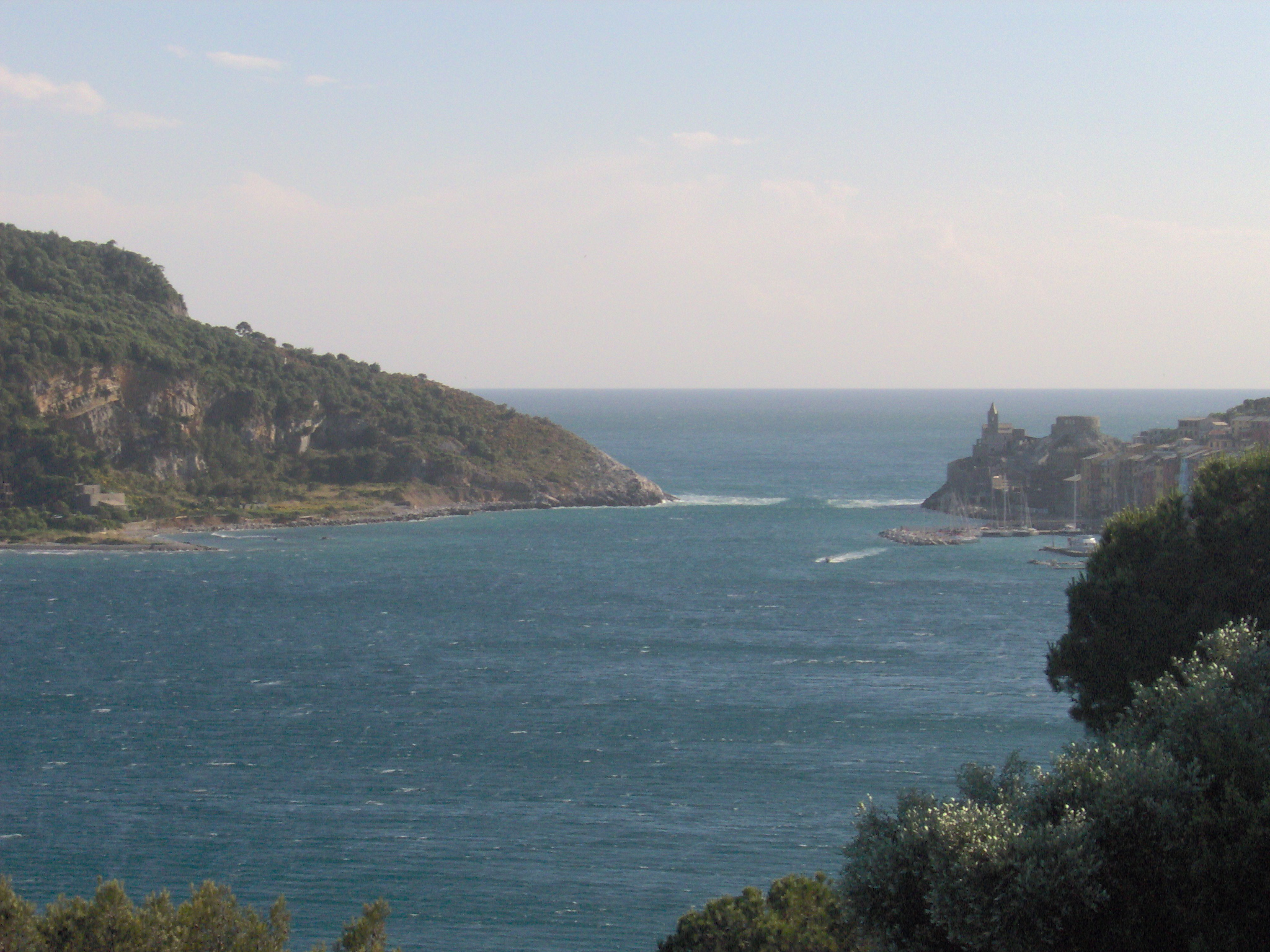
Die Meerenge Le Bocche zwischen Palmaria und Porto Venere

Mit 6,5 Quadratkilometern Fläche ist Palmaria die größte der drei Inseln im Golf von La Spezia und dem gesamten Ligurischen Meer. Sie zählt etwas über 50 Einwohner. Die beiden Inseln Tino und Tinetto liegen wenige hundert Meter südlich von Palmaria und bilden mit ihr eine nahezu lineare Inselkette.
Die Insel selbst hat die Form eines Dreiecks. Die beiden Seiten, die in Richtung Porto Venere und in Richtung des Golfs von La Spezia liegen, sind die am meisten von menschlichem Einfluss gezeichneten. Sie fallen mit leichtem Gefälle zum Meer ab und sind von der typischen mediterranen Vegetation bedeckt. Die westliche Seite, welche gegen das offene Meer gerichtet ist, hingegen ist durch hohe Klippen gekennzeichnet, die wiederum von zahlreichen Grotten durchzogen sind. An den beiden kolonisierten Inselseiten finden sich einige private Wohnungen, zwei Restaurants, eine Trattoria und diverse Badeanstalten. Letztere sind teils öffentlicher Art, teils auch für Angehörige der Italienischen Marine und der Italienischen Luftstreitkräfte reserviert.
An der weniger zugänglichen westlichen Seite der Insel befinden sich die Grotta Azzurra (nur per Boot erreichbar) und die Grotta dei Colombi, die nur mit geeigneter Kletterausrüstung zu erreichen ist. Die Grotta dei Colombi ist von größerer historischer Bedeutung, da in ihr Skelette von Tieren aus dem Pleistozän, zum Beispiel von Gämsen und der Schneeeulen, aber auch Überreste menschlicher Gräber gefunden wurden. Letztere sollen über 5000 Jahre alt sein.
Auf der Insel befinden sich zahlreiche historische Bauten. Auf dem höchsten Punkt von Palmaria stehen das Forte Umberto I und das Forte Cavour, welche jedoch aufgrund ihrer Lage in militärischem Sperrgebiet nicht zugänglich sind. Bei Punta Scuola steht ein Gefängnisbau aus dem 19. Jahrhundert, der kürzlich restauriert und in ein Museum umgebaut wurde. Verteilt über die gesamte Territorium befinden sich verschiedene Bunker aus dem Zweiten Weltkrieg und von der Vegetation überwucherte Überreste von Küsten- und Flugabwehrgeschützen. In der Nähe der beiden Forts steht ein Leuchtturm.
Erwähnenswert ist zudem der alte Steinbruch im südlichen Abschnitt der Insel. Hier wurde in der Vergangenheit schwarzer Kalkstein, der Nero Portoro, abgebaut. Zu sehen sind heute noch ein alter Kran, ein Flaschenzugsystem zum Transport der Steinblöcke und die Ruinen der Arbeiterunterkünfte.

## Klima
Auf der Insel herrscht ein typisches Mittelmeerklima. Temperaturabweichungen sind selten und von gemäßigtem Ausmaß.
Im Winter kommt es äußerst selten zu größeren Kälteeinbrüchen oder zu Frost. Im Sommer hingegen werden die erhöhten Temperaturen von einer steten Meeresbrise erträglich gemacht. Die Niederschlagskurve entspricht der der Riviera di Levante mit Spitzen im Frühling und Herbst.

## Flora

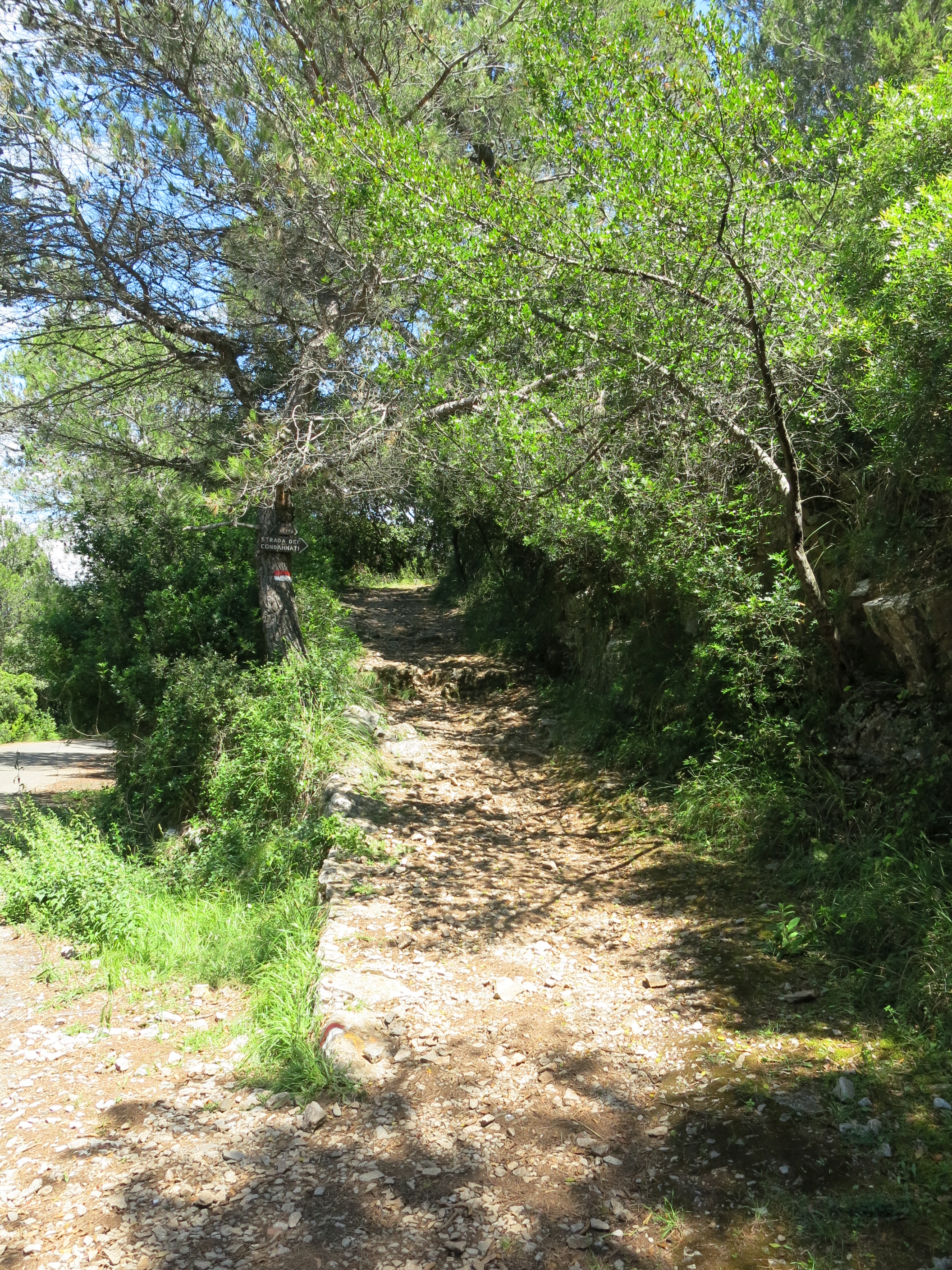
Wanderweg auf Palmaria

Die Flora von Palmaria umfasst circa 500 Spezien. Die ursprüngliche Pflanzenwelt, die weitestgehend aus Macchia und einem Steineichenwald bestand, wurde im Laufe der Zeit durch menschlichen Eingriff verändert. Neben Brandrodungen und landwirtschaftlicher Nutzung hatte die Einführung der Platane, der Palme und das Freisetzen von Kaninchen größere Auswirkungen auf die Flora.
Heute teilen sich See-Kiefer (Pinus pinaster) und Aleppo-Kiefer (Pinus halepensis) den Lebensraum mit typischen Mittelmeergewächsen wie der Steineiche (Quercus ilex), der Flaumeiche (Quercus pubescens), dem Mastixstrauch (Pistacia lenticus), dem Westlichen Erdbeerbaum (Arbutus unedo), den Zistrosen (Cistus monspeliensis, Cistus salvifolius und Cistus incanus), dem Ginster (Spartium junceum) und anderer Pflanzen.
Weitere wichtige Pflanzenformationen sind die Wolfsmilchmacchia (aus Euphorbia dendroides) und auf den von Meerwasser benetzten Klippen der Meerfenchel (Crithmum maritimum). Unter den Blumen sind die Flockenblumen Centaurea cineraria veneris, die nur auf Palmaria vorkommende Doldenschleifenblumen (Iberis umbellata var. linifolia) und die endemisch in Ostligurien auftretenden Centaurea aplolepa erwähnenswert. Außerdem kommen auf der Insel der Gemüsekohl Brassica oleracea robertiana und die in Ligurien rare Graubehaarte Zistrose vor.

## Verkehr
Palmaria darf mit privaten Booten angelaufen werden. In den Sommermonaten existieren Fährverbindungen zwischen der Insel und Porto Venere, Lerici und La Spezia.

## Wissenswertes
- Gegen Ende der sechziger Jahre wurde die Stadt La Spezia von einer rasanten Populationsentwicklung der streunenden Hauskatzen heimgesucht. Nach vermehrten Zwischenfällen (Einwohner sollen von den Katzen angegriffen worden sein) wurde die Stadtverwaltung zur Lösung des Katzenproblems angehalten. Diese ließ die Katzen einfangen und auf die Insel Palmaria umsiedeln. Nach wenigen Tagen tauchten die Katzen jedoch wieder in der Stadt auf und wurden seither die Katzen von Palmaria genannt. Kurze Zeit später entwickelte sich die Katzenpopulation wieder zurück.

- Der westliche Teil von Palmaria war Drehort der Abschlussszene des Films Die Kanonen von Navarone.